# Ołeksandropil (hromada Marjinka)
Ołeksandropil (ukr. Олександропіль) – wieś na Ukrainie, w obwodzie donieckim, w rejonie pokrowskim, w hromadzie Marjinka. W 2001 liczyła 388 mieszkańców.